# Princess of Tasmania
Die Princess of Tasmania war ein 1959 in Dienst gestelltes Fährschiff der australischen Australian National Line. Das Schiff trug in seiner mehr als vierzig Jahre andauernden Laufbahn zehn verschiedene Namen unter verschiedenen Eignern und Einsatzgebieten, ehe es 2005 als Tebah 2000 in Indien abgewrackt wurde.

## Geschichte
Die Princess of Tasmania wurde am 15. November 1957 in der State Dockyard in Newcastle auf Kiel gelegt und am 15. Dezember 1958 vom Stapel gelassen. Nach der Ablieferung an die Australian National Line wurde das Schiff am 23. September 1959 auf der Strecke von Melbourne nach Devonport in Dienst gestellt.
Im Oktober 1972 ging die Princess of Tasmania an das Canada Ministry of Transport, die sie zwischen North Sydney und Port aux Basques einsetzten. 1975 wurde das Schiff in Marine Cruises umbenannt. Nach weiteren neun Jahren im Dienst auf dieser Strecke ging die Marine Cruises im Januar 1984 als Majorca Rose an die Dolphin International Shipping Company mit Sitz in Valletta, um anschließend in Perama umgebaut zu werden. Nach Ende der Umbauarbeiten wurde das Schiff auf der Strecke von Port-Vendres nach Alcúdia in Dienst gestellt.
Nach nur wenigen Monaten in Fahrt wurde die Majorca Rose in Piräus aufgelegt. In den folgenden Monaten wechselte sie zweimal den Eigner und wurde dabei zuerst in Equator und dann in Nomi umbenannt, ohne erneut in Dienst gestellt zu werden. 1985 ging das Schiff schließlich als Adriatic Star an Adriatic Ferries, die sie ab Juli 1985 zwischen Patras, Igoumenitsa, Korfu und Ancona einsetzten.
1987 wurde die Adriatic Star nach zwei Dienstjahren erneut aufgelegt. 1988 ging sie als Lampedusa an die italienische Reederei Traghetti delle Isole, für die sie fortan auf der Strecke von Trapani über Ustica nach Civitavecchia im Einsatz war. Nach der Ausmusterung bei Traghetti delle Isole ging das Schiff im April 1991 als Shahad Fayez an die Fayez Trading & Shipping Establishment, um fortan vor der Küste Arabiens eingesetzt zu werden. 1992 ging sie als Al Mahrousa an die Al Mahar Marine Agents Company und blieb weiterhin vor Arabien im Einsatz, ehe sie 1999 aufgelegt wurde. 2000 übernahm die Nouran Navigation das Schiff als Tebah 2000, stellte es jedoch nicht wieder in Dienst. 
2005 ging die Tebah 2000 in den Besitz einer indischen Abbruchwerft. Am 30. März traf das Schiff aus eigener Kraft in Alang ein, wo es in den folgenden Wochen abgewrackt wurde.